# Paweł Świętek
Paweł Jan Świętek (ur. 28 października 1924 w Piekarach Śląskich, zm. 16 lutego 1989 tamże) – polski gimnastyk, trener, olimpijczyk z Helsinek 1952.

## Kariera

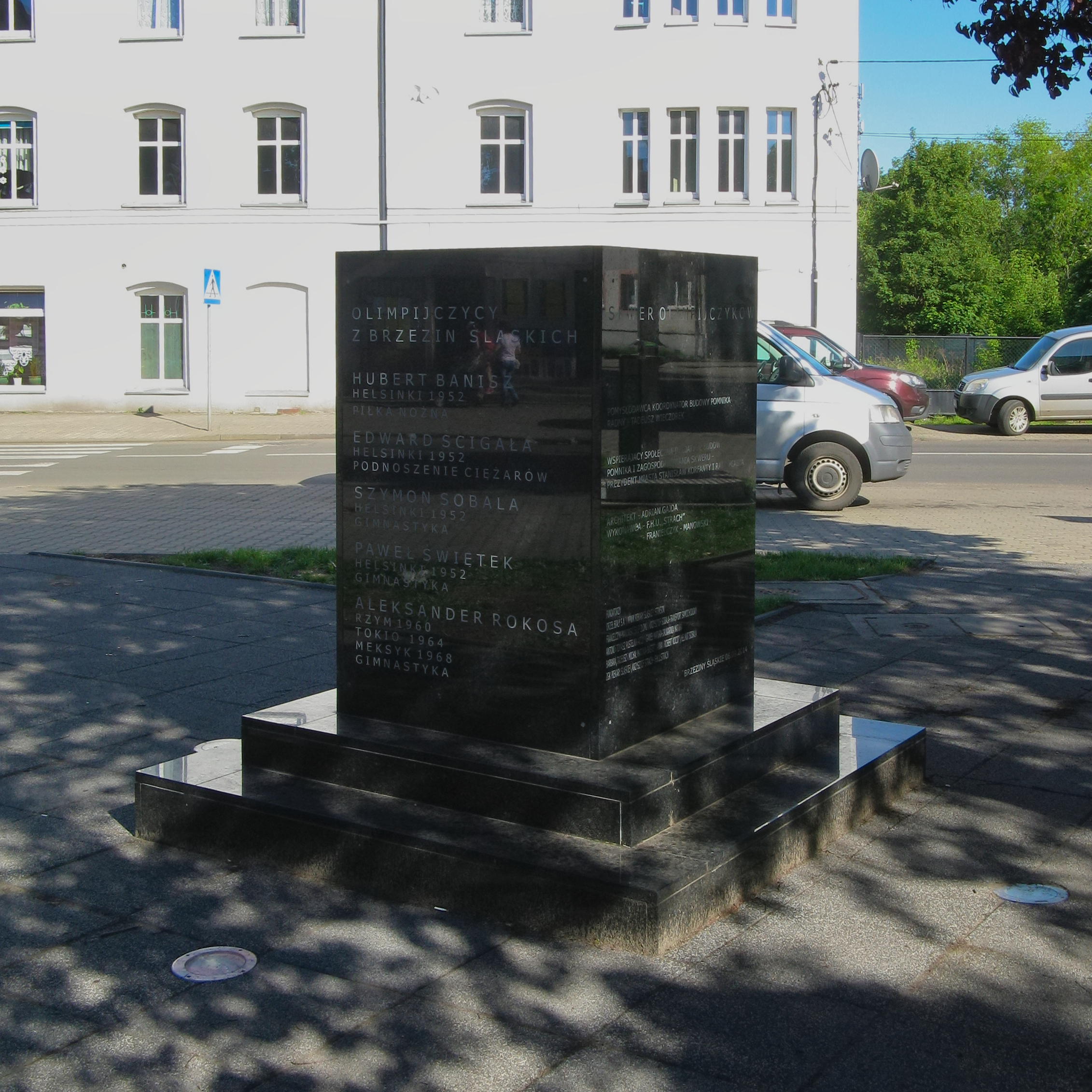
Pomnik olimpijczyków z Brzezin Śląskich w Piekarach Śląskich, upamiętniający m.in. Pawła Świętka (2018)

Przez całą karierę sportową reprezentował śląskie kluby: Orzeł Brzeziny Śląskie i Stal Katowice.
Mistrz Polski w ćwiczeniach na kółkach (1953,1955) oraz w ćwiczeniach wolnych (1952). Uczestnik mistrzostw świata 1954 roku gdzie zajął w wieloboju drużynowym 11. miejsce i 98. w indywidualnym.
Zmarł 16 lutego 1989 i został pochowany na cmentarzu Parafii Najświętszego Serca Pana Jezusa w Brzezinach Śląskich (sektor C, rząd, 2 numer 6).
Na igrzyskach olimpijskich w 1952 roku zajął:
- 13. miejsce w wieloboju drużynowym
- 66. miejsce w ćwiczeniach wolnych
- 73. miejsce w ćwiczeniach na kółkach
- 87. miejsce w ćwiczeniach na poręczach
- 95. miejsce w ćwiczeniach na koniu z łękami
- 101. miejsce w wieloboju indywidualnym
- 148. miejsce w ćwiczeniach na drążku
- 164. miejsce w skoku przez konia